# 加味
| ウィキペディアには「加味」という見出しの百科事典記事はありません（タイトルに「加味」を含むページの一覧/「加味」で始まるページの一覧）。 代わりにウィクショナリーのページ「加味」が役に立つかもしれません。 |